# Hidaka, Hokkaidō
Hidaka (日高町 Hidaka-chō) là thị trấn thuộc huyện Saru, phó tỉnh Hidaka, Hokkaidō, Nhật Bản. Tính đến ngày 1 tháng 10 năm 2020, dân số ước tính thị trấn là 11.279 người và mật độ dân số là 11 người/km2. Tổng diện tích thị trấn là 992,67 km2.

## Địa lý

### Khí hậu
| Dữ liệu khí hậu của Hidaka, Hokkaidō    | Dữ liệu khí hậu của Hidaka, Hokkaidō | Dữ liệu khí hậu của Hidaka, Hokkaidō | Dữ liệu khí hậu của Hidaka, Hokkaidō | Dữ liệu khí hậu của Hidaka, Hokkaidō | Dữ liệu khí hậu của Hidaka, Hokkaidō | Dữ liệu khí hậu của Hidaka, Hokkaidō | Dữ liệu khí hậu của Hidaka, Hokkaidō | Dữ liệu khí hậu của Hidaka, Hokkaidō | Dữ liệu khí hậu của Hidaka, Hokkaidō | Dữ liệu khí hậu của Hidaka, Hokkaidō | Dữ liệu khí hậu của Hidaka, Hokkaidō | Dữ liệu khí hậu của Hidaka, Hokkaidō | Dữ liệu khí hậu của Hidaka, Hokkaidō |
| Tháng                                   | 1                                    | 2                                    | 3                                    | 4                                    | 5                                    | 6                                    | 7                                    | 8                                    | 9                                    | 10                                   | 11                                   | 12                                   | Năm                                  |
| --------------------------------------- | ------------------------------------ | ------------------------------------ | ------------------------------------ | ------------------------------------ | ------------------------------------ | ------------------------------------ | ------------------------------------ | ------------------------------------ | ------------------------------------ | ------------------------------------ | ------------------------------------ | ------------------------------------ | ------------------------------------ |
| Cao kỉ lục °C (°F)                      | 7.7 (45.9)                           | 13.0 (55.4)                          | 17.7 (63.9)                          | 24.9 (76.8)                          | 32.0 (89.6)                          | 34.4 (93.9)                          | 35.8 (96.4)                          | 35.5 (95.9)                          | 32.0 (89.6)                          | 25.0 (77.0)                          | 19.3 (66.7)                          | 11.8 (53.2)                          | 35.8 (96.4)                          |
| Trung bình ngày tối đa °C (°F)          | −2.5 (27.5)                          | −1.4 (29.5)                          | 3.0 (37.4)                           | 10.3 (50.5)                          | 17.5 (63.5)                          | 21.6 (70.9)                          | 24.8 (76.6)                          | 25.5 (77.9)                          | 21.5 (70.7)                          | 14.6 (58.3)                          | 6.6 (43.9)                           | −0.3 (31.5)                          | 11.8 (53.2)                          |
| Trung bình ngày °C (°F)                 | −7.6 (18.3)                          | −6.8 (19.8)                          | −2.1 (28.2)                          | 4.3 (39.7)                           | 11.0 (51.8)                          | 15.6 (60.1)                          | 19.5 (67.1)                          | 20.2 (68.4)                          | 15.6 (60.1)                          | 8.6 (47.5)                           | 1.9 (35.4)                           | −4.8 (23.4)                          | 6.3 (43.3)                           |
| Tối thiểu trung bình ngày °C (°F)       | −13.6 (7.5)                          | −13.4 (7.9)                          | −8.0 (17.6)                          | −1.4 (29.5)                          | 4.7 (40.5)                           | 10.4 (50.7)                          | 15.4 (59.7)                          | 15.9 (60.6)                          | 10.7 (51.3)                          | 3.2 (37.8)                           | −2.7 (27.1)                          | −9.7 (14.5)                          | 1.0 (33.7)                           |
| Thấp kỉ lục °C (°F)                     | −25.3 (−13.5)                        | −27.8 (−18.0)                        | −21.8 (−7.2)                         | −15.6 (3.9)                          | −4.0 (24.8)                          | 0.0 (32.0)                           | 5.5 (41.9)                           | 6.6 (43.9)                           | −0.4 (31.3)                          | −5.1 (22.8)                          | −15.2 (4.6)                          | −21.7 (−7.1)                         | −27.8 (−18.0)                        |
| Lượng Giáng thủy trung bình mm (inches) | 45.4 (1.79)                          | 41.3 (1.63)                          | 69.3 (2.73)                          | 100.4 (3.95)                         | 115.2 (4.54)                         | 77.5 (3.05)                          | 140.3 (5.52)                         | 224.1 (8.82)                         | 164.4 (6.47)                         | 136.0 (5.35)                         | 122.9 (4.84)                         | 73.9 (2.91)                          | 1.324,3 (52.14)                      |
| Lượng tuyết rơi trung bình cm (inches)  | 121 (48)                             | 106 (42)                             | 95 (37)                              | 27 (11)                              | 0 (0)                                | 0 (0)                                | 0 (0)                                | 0 (0)                                | 0 (0)                                | 0 (0)                                | 25 (9.8)                             | 109 (43)                             | 495 (195)                            |
| Số ngày mưa trung bình                  | 11.1                                 | 11.4                                 | 13.0                                 | 13.3                                 | 12.0                                 | 8.7                                  | 11.0                                 | 12.1                                 | 12.5                                 | 13.8                                 | 14.9                                 | 13.3                                 | 147.1                                |
| Số ngày tuyết rơi trung bình            | 13.3                                 | 13.2                                 | 12.2                                 | 3.8                                  | 0                                    | 0                                    | 0                                    | 0                                    | 0                                    | 0.1                                  | 3.1                                  | 13.4                                 | 59.1                                 |
| Số giờ nắng trung bình tháng            | 68.0                                 | 78.0                                 | 106.8                                | 146.8                                | 181.2                                | 169.3                                | 142.0                                | 146.0                                | 136.0                                | 117.5                                | 63.8                                 | 51.7                                 | 1.403                                |
| Nguồn 1: Cục Khí tượng Nhật Bản         |                                      |                                      |                                      |                                      |                                      |                                      |                                      |                                      |                                      |                                      |                                      |                                      |                                      |
| Nguồn 2: Cục Khí tượng Nhật Bản         |                                      |                                      |                                      |                                      |                                      |                                      |                                      |                                      |                                      |                                      |                                      |                                      |                                      |